# Copa del Emperador 2000
La 80.ª Copa del Emperador (第80回天皇杯全日本サッカー選手権大会 Dai 80-kai Tennōhai Zennihon Sakkā Senshuken Taikai?) fue la edición 2000 de dicha competición de fútbol, la más antigua de Japón. El torneo comenzó el 25 de noviembre de 2000 y terminó el 1 de enero de 2001.
El campeón fue Kashima Antlers, tras vencer en la final a Shimizu S-Pulse. De esta manera, el conjunto de la prefectura de Ibaraki consiguió ser el primer equipo en el profesionalismo nipón en ganar el triplete local. Por lo mismo, disputó la Supercopa de Japón 2001 ante el propio S-Pulse, finalista de esta edición de la Copa del Emperador, quien finalmente fue el clasificado a la Recopa de la AFC 2001-02.

## Desarrollo
Fue disputada por 80 equipos, y Kashima Antlers ganó el campeonato.

## Equipos participantes

### J. League Division 1
- Kashima Antlers
- JEF United Ichihara
- Kashiwa Reysol
- F.C. Tokyo
- Verdy Kawasaki
- Kawasaki Frontale
- Yokohama F. Marinos
- Shimizu S-Pulse
- Júbilo Iwata
- Nagoya Grampus Eight
- Kyoto Purple Sanga
- Gamba Osaka
- Cerezo Osaka
- Vissel Kobe
- Sanfrecce Hiroshima
- Avispa Fukuoka

### J. League Division 2
- Consadole Sapporo
- Vegalta Sendai
- Montedio Yamagata
- Mito HollyHock
- Omiya Ardija
- Urawa Red Diamonds
- Shonan Bellmare
- Ventforet Kofu
- Albirex Niigata
- Sagan Tosu
- Oita Trinita

### Japan Football League
- Yokohama F.C.
- Honda F.C.
- Denso

### Universidades
- Universidad de Tokai
- Universidad Hosei

### Segundos equipos
- Escuela Secundaria Comercial Municipal de Shimizu

### Representantes de las prefecturas
- Universidad Aichi Gakuin
- TDK
- Universidad de Hachinohe
- Universidad Juntendō
- Ehime F.C.
- Fukui KSC
- Universidad de Fukuoka
- F.C. Primeiro
- Escuela Secundaria Industrial de Gifu
- Gunma FC Fortuna
- Sanfrecce Hiroshima Youth
- Universidad Dōto
- Universidad Kwansei Gakuin
- Universidad de Tsukuba
- Teihens F.C.
- Nippon Steel Kamaishi
- Sun Life F.C.
- Instituto Nacional de Fitness y Deportes en Kanoya
- Kanagawa Teachers
- Universidad de Ritsumeikan
- Universidad de Kōchi
- NTT Kumamoto
- Matsushita Electric Works IFC
- Sony Sendai
- Honda Lock
- Ueda Gentian
- Escuela Secundaria de Kunimi
- Universidad de Tenri
- Apple Sports College F.C.
- Nippon Steel Oita
- Universidad Internacional Kibi
- Kaiho Bank S.C.
- Universidad Hannan
- Escuela Secundaria Saga Kita
- Saitama S.C.
- Escuela Secundaria Kusatsu-Higashi
- Iwami F.C.
- Jatco TT
- Tochigi S.C.
- Yokogawa Electric
- Otsuka Pharmaceutical
- S.C. Tottori
- YKK
- Escuela Secundaria Hatsushiba Hashimoto
- Escuela Secundaria Yamagata Chūō
- Universidad de Tokuyama
- Nirasaki Astros

## Resultados

### Primera ronda
| Equipo 1                                           | Resultado          | Equipo 2                                          |
| -------------------------------------------------- | ------------------ | ------------------------------------------------- |
| Nirasaki Astros                                    | 0–4                | Universidad Hosei                                 |
| Universidad de Fukuoka                             | 4–1                | Escuela Secundaria Comercial Municipal de Shimizu |
| Gunma FC Fortuna                                   | 0–2                | Consadole Sapporo                                 |
| Escuela Secundaria Kusatsu-Higashi                 | 3–1                | Escuela Secundaria Yamagata Chūō                  |
| Teihens F.C.                                       | 1–5                | Albirex Niigata                                   |
| Universidad de Ritsumeikan                         | 2–4                | Escuela Secundaria de Kunimi                      |
| Escuela Secundaria Industrial de Gifu              | 1–7                | Sagan Tosu                                        |
| Kanagawa Teachers                                  | 1–0                | YKK                                               |
| Ehime F.C.                                         | 1–3                | Yokohama F.C.                                     |
| Universidad Aichi Gakuin                           | 1–0                | Fukui KSC                                         |
| Iwami F.C.                                         | 0–4                | Shonan Bellmare                                   |
| Universidad de Kōchi                               | 1–1 (t.s.) (4–5 p) | Universidad Internacional Kibi                    |
| Escuela Secundaria Hatsushiba Hashimoto            | 0–5                | Oita Trinita                                      |
| Sanfrecce Hiroshima Youth                          | 0–1                | Ueda Gentian                                      |
| Universidad de Tenri                               | 0–6                | Honda F.C.                                        |
| Nippon Steel Oita                                  | 4–2                | Nippon Steel Kamaishi                             |
| F.C. Primeiro                                      | 1–6                | Denso                                             |
| Universidad Juntendō                               | 3–2 (t.s.)         | TDK                                               |
| S.C. Tottori                                       | 0–3                | Omiya Ardija                                      |
| Universidad de Tokuyama                            | 1–0 (t.s.)         | Apple Sports College F.C.                         |
| Universidad Kwansei Gakuin                         | 2–1                | Vegalta Sendai                                    |
| Tochigi S.C.                                       | 3–0                | Universidad de Hachinohe                          |
| Matsushita Electric Works IFC                      | 0–4                | Ventforet Kofu                                    |
| Sony Sendai                                        | 2–3 (t.s.)         | Universidad Dōto                                  |
| Escuela Secundaria Saga Kita                       | 0–12               | Montedio Yamagata                                 |
| Instituto Nacional de Fitness y Deportes en Kanoya | 1–4                | Jatco TT                                          |
| Kaiho Bank S.C.                                    | 0–3                | Mito HollyHock                                    |
| Yokogawa Electric                                  | 1–1 (t.s.) (4–5 p) | Universidad Hannan                                |
| Saitama S.C.                                       | 0–2                | Urawa Red Diamonds                                |
| NTT Kumamoto                                       | 0–2                | Honda Lock                                        |
| Universidad de Tsukuba                             | 4–1                | Universidad de Tokai                              |
| Sun Life F.C.                                      | 0–5                | Otsuka Pharmaceutical                             |

### Segunda ronda
| Equipo 1                   | Resultado          | Equipo 2                           |
| -------------------------- | ------------------ | ---------------------------------- |
| Universidad Hosei          | 2–3 (t.s.)         | Universidad de Fukuoka             |
| Consadole Sapporo          | 6–0                | Escuela Secundaria Kusatsu-Higashi |
| Albirex Niigata            | 2–0                | Escuela Secundaria de Kunimi       |
| Sagan Tosu                 | 6–0                | Kanagawa Teachers                  |
| Yokohama F.C.              | 1–2                | Universidad Aichi Gakuin           |
| Shonan Bellmare            | 3–0                | Universidad Internacional Kibi     |
| Oita Trinita               | 7–0                | Ueda Gentian                       |
| Honda F.C.                 | 2–0                | Nippon Steel Oita                  |
| Denso                      | 2–1                | Universidad Juntendō               |
| Omiya Ardija               | 4–1                | Universidad de Tokuyama            |
| Universidad Kwansei Gakuin | 0–1                | Tochigi S.C.                       |
| Ventforet Kofu             | 2–1 (t.s.)         | Universidad Dōto                   |
| Montedio Yamagata          | 1–2                | Jatco TT                           |
| Mito HollyHock             | 2–0                | Universidad Hannan                 |
| Urawa Red Diamonds         | 9–0                | Honda Lock                         |
| Universidad de Tsukuba     | 1–1 (t.s.) (2–4 p) | Otsuka Pharmaceutical              |

### Tercera ronda
| Equipo 1             | Resultado | Equipo 2                 |
| -------------------- | --------- | ------------------------ |
| Yokohama F. Marinos  | 2–0       | Universidad de Fukuoka   |
| Kyoto Purple Sanga   | 0–1       | Consadole Sapporo        |
| Verdy Kawasaki       | 2–1       | Albirex Niigata          |
| Kashima Antlers      | 2–1       | Sagan Tosu               |
| Júbilo Iwata         | 5–0       | Universidad Aichi Gakuin |
| Nagoya Grampus Eight | 3–2       | Shonan Bellmare          |
| Gamba Osaka          | 4–1       | Oita Trinita             |
| Kashiwa Reysol       | 2–1       | Honda F.C.               |
| Shimizu S-Pulse      | 3–0       | Denso                    |
| Avispa Fukuoka       | 4–2       | Omiya Ardija             |
| JEF United Ichihara  | 1–0       | Tochigi S.C.             |
| F.C. Tokyo           | 0–1       | Ventforet Kofu           |
| Vissel Kobe          | 2–1       | Jatco TT                 |
| Sanfrecce Hiroshima  | 7–0       | Mito HollyHock           |
| Kawasaki Frontale    | 0–2       | Urawa Red Diamonds       |
| Cerezo Osaka         | 2–1       | Otsuka Pharmaceutical    |

### Cuarta ronda
| Equipo 1            | Resultado           | Equipo 2             |
| ------------------- | ------------------- | -------------------- |
| Yokohama F. Marinos | 2–1 (t.s.)          | Consadole Sapporo    |
| Verdy Kawasaki      | 0–2                 | Kashima Antlers      |
| Júbilo Iwata        | 2–0                 | Nagoya Grampus Eight |
| Gamba Osaka         | 1–1 (t.s.) (10–9 p) | Kashiwa Reysol       |
| Shimizu S-Pulse     | 1–0                 | Avispa Fukuoka       |
| JEF United Ichihara | 3–1                 | Ventforet Kofu       |
| Vissel Kobe         | 1–0                 | Sanfrecce Hiroshima  |
| Urawa Red Diamonds  | 1–4                 | Cerezo Osaka         |

### Cuartos de final
| Equipo 1            | Resultado          | Equipo 2            |
| ------------------- | ------------------ | ------------------- |
| Yokohama F. Marinos | 1–1 (t.s.) (1–4 p) | Kashima Antlers     |
| Júbilo Iwata        | 0–1 (t.s.)         | Gamba Osaka         |
| Shimizu S-Pulse     | 3–1                | JEF United Ichihara |
| Vissel Kobe         | 2–2 (t.s.) (4–3 p) | Cerezo Osaka        |

### Semifinales
| Equipo 1        | Resultado  | Equipo 2    |
| --------------- | ---------- | ----------- |
| Kashima Antlers | 3–2 (t.s.) | Gamba Osaka |
| Shimizu S-Pulse | 1–0        | Vissel Kobe |

### Final
| Equipo 1        | Resultado  | Equipo 2        |
| --------------- | ---------- | --------------- |
| Kashima Antlers | 3–2 (t.s.) | Shimizu S-Pulse |

| 1 de enero de 2001, 13:33 (UTC+9) | Kashima Antlers                  | 3:2 (2:2, 1:1) (t. s.) | Shimizu S-Pulse     | Estadio Nacional, Tokio                                   |                                                           |
|                                   | Ogasawara 41' 90+2' · Suzuki 49' | Reporte                | Oliva 45' · Itō 81' | Asistencia: 53.501 espectadores Árbitro(s): Naotsugu Fuse | Asistencia: 53.501 espectadores Árbitro(s): Naotsugu Fuse |

|                                    |
| Bandera de Prefectura de Ibaraki   |
| Campeón Kashima Antlers 2.º título |